# Goldener Löwe (Fernsehpreis)
Der Goldene Löwe war ein Fernsehpreis, der von 1996 bis 1998 von RTL vergeben wurde.

## Geschichte
Der Fernsehpreis Goldener Löwe war Nachfolger des Löwen von Radio Luxemburg. Diese Musik-/Radioauszeichnung wurde 1995 von den Verantwortlichen des Radiosenders nach 36 Jahren Existenz eingestellt. Der Fernsehsender RTL übernahm dann ein Jahr später den Namen für seinen neuen Fernsehpreis, dessen Premierengala am 3. Oktober 1996 vor 500 Gästen im Theater des Westens in Berlin stattfand. Nach drei Verleihungen fusionierte der Goldene Löwe 1999 mit dem Telestar zum Deutschen Fernsehpreis, nachdem sich die großen Sender ARD, ZDF, RTL und Sat.1 entschlossen hatten, eine gemeinsame Auszeichnung zu vergeben.

## Preisträger

### 1996
Veranstaltung am 3. Oktober 1996
Jury: Peter Gerlach (Vorsitz), Christiane Hörbiger, Frank Elstner, Karlheinz Kögel, Günter Rohrbach, Stefan Aust und Peter Weck
Goldener Löwe
- Beste Fernsehfilm-Schauspielerin: Hannelore Hoger für Liebestod in der Reihe Bella Block (ZDF)
- Bester Fernsehfilm-Schauspieler: Götz George für Der Sandmann (RTL 2)
- Bester Serien-Schauspieler: Tobias Moretti für Kommissar Rex (Sat.1)
- Beste Serien-Schauspielerin: Mariele Millowitsch für girl friends – Freundschaft mit Herz (ZDF)
- Beste Regie Fernsehfilm/Serie: Nico Hofmann für Der Sandmann (RTL 2) und Tödliche Wende
- Bestes Drehbuch Fernsehfilm/Serie: Dieter Wedel für Der Schattenmann (ZDF)
- Beste Kamera: Benedict Neuenfels für die Tatort-Folge Frau Bu lacht
- Bestes Kostümdesign: Nikola Hoeltz für Der Sandmann (RTL 2)
- Beste Titelmusik: Vangelis für seinen Titel Conquest of Paradise des gleichnamigen Albums
- Beste Moderation eines Sportereignisses: Johannes B. Kerner
- Bester Sport-Liveact: Henry Maske
- Bestes Vorspann-Design: Manfred Becker für SK-Babies (RTL)
- Bestes Jugendprogramm: Stefan Raab für Vivasion plus und Ma’ kuck’n
- Bester Fernsehfilm / Beste Miniserie: Der Sandmann (RTL 2)
- Beste Drama-Serie: Der Bulle von Tölz (Sat.1)
- Beste Fernsehshow: RTL Samstag Nacht (unter anderem an Wigald Boning, Olli Dittrich, Esther Schweins, Stefan Jürgens, Tanja Schumann, Tommy Krappweis und Mirco Nontschew)
- Beste Informationssendung: Tagesthemen mit Sabine Christiansen (ARD)
- Beste Daily Soap: Gute Zeiten, schlechte Zeiten
- Sonderpreis: Peter Kloeppel (Moderator) und Dieter Saldecki (Produzent) für die beste Leistung für die Informationssendung RTL aktuell
- Sonderpreis: Hermann Joha für die besten Stunts und Special-Effects (Alarm für Cobra 11 – Die Autobahnpolizei)
- Sonderpreis: Alexander Arnz für die beste Regie eines Künstler-Auftritts (Michael Jackson in Wetten, dass..?)
- Ehrenlöwe: Vicco von Bülow (Loriot) für seinen außerordentlichen Einsatz fürs deutsche Fernsehen

Silberner Löwe
- Hervorragende Nachwuchsleistung: Karoline Eichhorn für ihre schauspielerische Leistung in Der Sandmann (RTL 2)
- Hervorragende Nachwuchsleistung: Miguel Alexandre für seine Regie-Leistung in Der Pakt – Wenn Kinder töten[3]

### 1997
Veranstaltung am 3. Oktober 1997
Jury: Peter Gerlach (Vorsitz), Christiane Hörbiger, Frank Elstner, Karlheinz Kögel, Günter Rohrbach, Stefan Aust, Peter Weck
Goldener Löwe
- Beste Fernsehfilm-Schauspielerin: Corinna Harfouch für Der Ausbruch und Gefährliche Freundin (ARTE, ZDF)
- Bester Fernsehfilm-Schauspieler: Matthias Habich für die Tatort-Episode Der kalte Tod (SWF)
- Beste Serien-Schauspielerin: Renate Krößner für Bruder Esel (RTL)
- Beste(r) Serien-Schauspieler: Miroslav Nemec und Udo Wachtveitl für Tatort
- Beste Nebendarstellerin: Julia Stemberger für Freier Fall (ZDF)
- Bester Nebendarsteller: Ulrich Noethen für Der Ausbruch (ARTE, ZDF)
- Beste Regie Fernsehfilm/Serie: Peter Keglevic für Du bist nicht allein – Die Roy Black Story (RTL, Premiere)
- Bestes Drehbuch Fernsehfilm/Serie: Hans-Christian Schmid und Michael Gutmann für Nur für eine Nacht (ZDF)
- Beste Kamera Fernsehfilm/Serie: Gernot Roll für Das Mädchen Rosemarie (Sat.1)
- Bestes Szenenbild: Martin Schreiber für Du bist nicht allein – Die Roy Black Story (RTL, Premiere)
- Beste Fernsehshow-Moderation: Harald Schmidt für Die Harald Schmidt Show (Sat.1)
- Beste Moderation eines Sportereignisses: Werner Hansch für seine Moderation der Fußball-Bundesliga (Sat.1)
- Bester Sport-Liveact: Michael Schumacher für seine Leistung beim Formel-1-Grand-Prix in Monaco (RTL)
- Beste Dokumentation: Hitlers Helfer von Guido Knopp, Christian Deick und Sebastian Dehnhardt (ZDF, ARTE)
- Beste Leistung in einer Informationssendung: Barbara Eligmann für Explosiv – Das Magazin (RTL)
- Beste Informationssendung: Spiegel TV Magazin (RTL)
- Beste Drama-Serie: Bruder Esel (RTL)
- Bester Fernsehfilm / Beste Miniserie: Der Ausbruch (ARTE, ZDF)
- Beste Fernsehshow: Wetten, dass..? mit Moderator Thomas Gottschalk (ZDF)
- Sonderpreis: Die Sendung mit der Maus – Armin Maiwald (Autor), Dieter Saldecki (Produzent) (WDR) für die Episode mit dem Beitrag „Die Geschichte von Katharina“
- Sonderpreis: Max-Planck-Institut für Aeronomie (Forschungsgruppe) für Entwicklung und Bau des IMP-Kamerasystems, welches die Bilder der Raumsonde Sojourner vom Mars lieferte.
- Sonderpreis: Barbara Baum fürs Köstümdesign des Filmes Das Mädchen Rosemarie (Sat.1)
- Sonderpreis: Sarah Brightman (Sängerin), Andrea Bocelli (Sänger), Francesco Sartori (Komponist), Lucio Quarantotto (Text) für Komposition, Liedtext und Gesang des Songs Time to Say Goodbye, das Titellied des finalen Kampfs des Boxer Henry Maske gegen Virgil Hill
- Sonderpreis: Volker Weicker (Bild-Regie) (RTL) für seine technische Regie des Champions-League-Finals 1997
- Sonderpreis: Todesspiel – Ulrich Lenze, Gebhard Henke, Horst Königstein, Heinrich Breloer (Regie/Drehbuch), Monika Bednarz (Schnitt) (NDR, WDR)
- Ehrenlöwe: Dieter Hildebrandt für seinen außerordentlichen Einsatz fürs deutsche Fernsehen

Silberner Löwe
- Hervorragende Nachwuchsleistung: Nina Hoss für ihre schauspielerische Leistung in Das Mädchen Rosemarie (Sat.1)[3]

### 1998
Veranstaltung am 2. Oktober 1998
Goldener Löwe
- Beste Fernsehfilm-Schauspielerin: Karoline Eichhorn für Gegen Ende der Nacht und Anwalt Abel
- Bester Fernsehfilm-Schauspieler: Dominique Horwitz für Trickser
- Beste Serien-Schauspielerin: Katharina Wackernagel für Tanja
- Bester Serien-Schauspieler: Manfred Krug für Liebling Kreuzberg (SFB)
- Beste Nebendarstellerin: Martina Gedeck für Bella-Block-Episode Tod eines Mädchens (ZDF)
- Bester Nebendarsteller: Walter Schmidinger für Opernball (Sat.1)
- Beste Regie Fernsehfilm/Serie: Oliver Hirschbiegel für Das Urteil und Trickser (NDR, Premiere)
- Bestes Drehbuch Fernsehfilm/Serie: Paul Hengge für Das Urteil (NDR, Premiere)
- Beste Kamera Fernsehfilm/Serie: Rainer Klausmann für Das Urteil und Trickser (NDR, Premiere)
- Beste Drama-Serie: Liebling Kreuzberg (SFB)
- Bester Fernsehfilm / Beste Miniserie: Gegen Ende der Nacht
- Beste Dokumentation: Do Sanh – der letzte Film von Hans-Dieter Grabe
- Beste TV-Comedy: 7 Tage, 7 Köpfe
- Beste Fernseh-Sitcom: Familie Heinz Becker
- Sonderpreis: Alfred Biolek für seine Moderation von Boulevard Bio (ARD), besonders für die Sendung „Die letzte Leinwandgöttin“ mit Luise Rainer (ARD)
- Sonderpreis: Hans Funck für den Schnitt des Fernsehfilms Opernball
- Sonderpreis: Regine Witzig und Klaus-Peter Platten für das Bühnenbild von Gegen Ende der Nacht
- Ehrenpreis: Harald Juhnke für seinen außerordentlichen Einsatz fürs deutsche Fernsehen
- Hervorragende Nachwuchsleistung: Marek Harloff für seine schauspielerische Leistung in Der Skorpion und Bella Block
- Hervorragende Nachwuchsleistung: Anna Justice für ihre Regie-Leistung in Tut mir leid wegen gestern[3]